# Stříbrná Skalice
Stříbrná Skalice (německy Silber Skalitz) je obec v okrese Praha-východ ve Středočeském kraji, v kopcovité krajině poblíž řeky Sázavy. Rozkládá se asi devatenáct kilometrů jihovýchodně od města Říčany. Žije zde přibližně 1 600 obyvatel. Nejvyšším bodem obce je vrch Skalka (516 metrů).

## Historie

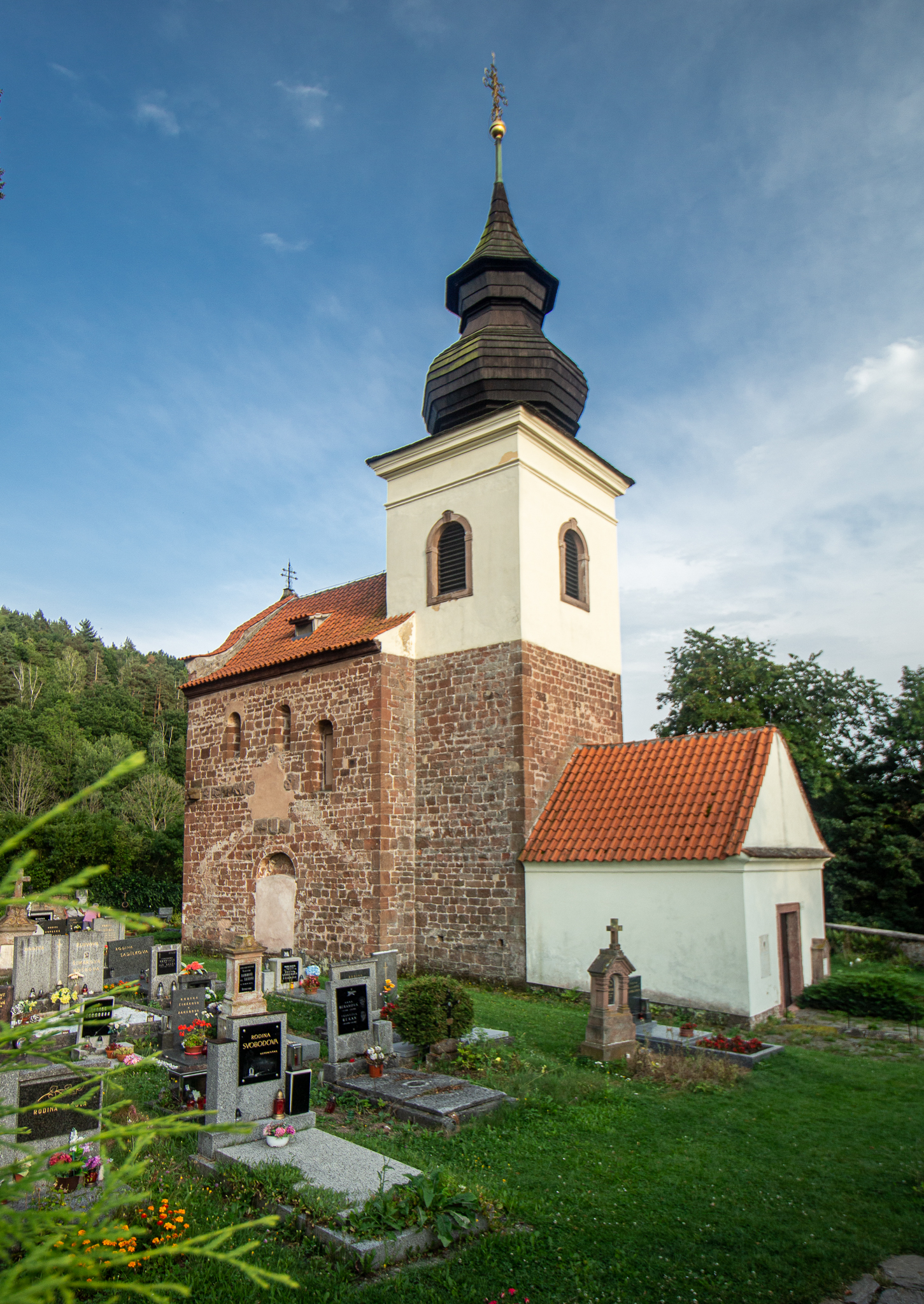
Hřbitov s kostelem svatého Jakuba ve Stříbrné Skalici

První písemná zmínka o obci pochází z roku 1361. Přívlastek Stříbrná, v původní podobě Skalice hor stříbrných, který značí dobývání stříbra v této oblasti, pochází ze 16. století. Dobu založení samotné Stříbrné Skalice neznáme, podle legendárního podání nejstarší kroniky stál hrad skalický již za času Přemysla Oráče v 8. století. Z konce 12. století pochází románský kostelík, zasvěcený nejstaršímu patronu horníků svatému Jakubovi, který se nachází ve Stříbrné Skalici „V Rovných“.
Starý název „Skalice hor stříbrných“ svědčí o tom, že v těchto místech bylo od nejstarších dob dobýváno stříbro. Skalické doly byly nejblíže ku Praze a daly podnět k vybudování pražské mincovny za vlády Ferdinanda I. (1526–1564). Tato událost se stala významným momentem v dějinách skalické obce jako báňského města. Přímo ve Skalici jsou dodnes zachovány staré štoly. Ve Státním okresním archivu v Kolíně je uloženo nejstarší stříbrné pečetidlo z roku 1610 ve stříbrném pouzdře. I dnes ve Skalici pokračuje těžba, avšak už jen těžba v kamenolomu na jihu Skalice u řeky Sázavy. K obci Stříbrná Skalice dnes patří části Kostelní Střimelice, Hradové Střimelice a Hradec. Rozkládá se zde několik rybníků, z nichž nejznámější jsou Hruškov a Propast. Krajina s krásnou a čistou přírodou je vyhlášenou a vyhledávanou rekreační oblastí.
Z jedenácti bývalých měst ve Středočeském kraji, která roku 2006 získala nárok na obnovení statusu města, je Stříbrná Skalice jedinou obcí, která o toto obnovení nepožádala.
Ve městě Stříbrná Skalice (888 obyvatel, poštovní úřad, telegrafní úřad, četnická stanice, 2 katolické kostely) byly v roce 1932 evidovány tyto živnosti a obchody: 3 autodopravy, 2 bednáři, 2 cihelny, obchod s dobytkem, drogerie, družstvo pro rozvod elektrické energie ve Stříbrné Skalici, holič, 3 hostince, 3 hrnčíři, 3 kapelníci, kartáčník a štětkař, kominík, 2 kováři, 5 krejčí, 3 mlýny, obchod s obuví Baťa, 2 obuvníci, 3 pekaři, 2 pokrývači, 4 rolníci, 3 řezníci, 6 obchodů se smíšeným zbožím, spořitelní a záložní spolek pro Stříbrnou Skalici, 3 obchody se střižním zbožím, 3 švadleny, trafika, trhovec, 3 truhláři, včelařský spolek.
Ve vsi Kostelní Střimelice (přísl. Hradec, 369 obyvatel) byly v roce 1932 evidovány tyto živnosti a obchody: družstvo pro rozvod elektrické energie v Kostelních Střimelicích, 2 hostince, kovář, mlýn, 2 obuvníci, řezník, 3 obchody se smíšeným zbožím, spořitelní a záložní spolek pro Kostelní Střimelice, trafika, truhlář.

## Přírodní poměry
Stříbrná Skalice má rybníky Hruškov a Propast, na jihu protéká řeka Sázava a celou Skalicí také protéká Jevanský potok, na západě Oplanský potok.

## Obyvatelstvo
| Rok            | 1869  | 1880  | 1890  | 1900  | 1910  | 1921  | 1930  | 1950  | 1961  | 1970  | 1980  | 1991 | 2001 | 2011  | 2021  |
| -------------- | ----- | ----- | ----- | ----- | ----- | ----- | ----- | ----- | ----- | ----- | ----- | ---- | ---- | ----- | ----- |
| Počet obyvatel | 1 847 | 2 017 | 2 033 | 1 952 | 1 741 | 1 662 | 1 510 | 1 247 | 1 339 | 1 197 | 1 050 | 949  | 946  | 1 207 | 1 525 |
| Počet domů     | 273   | 301   | 312   | 318   | 327   | 330   | 365   | 540   | 381   | 369   | 348   | 510  | 542  | 537   | 619   |

## Obecní správa

### Územněsprávní začlenění

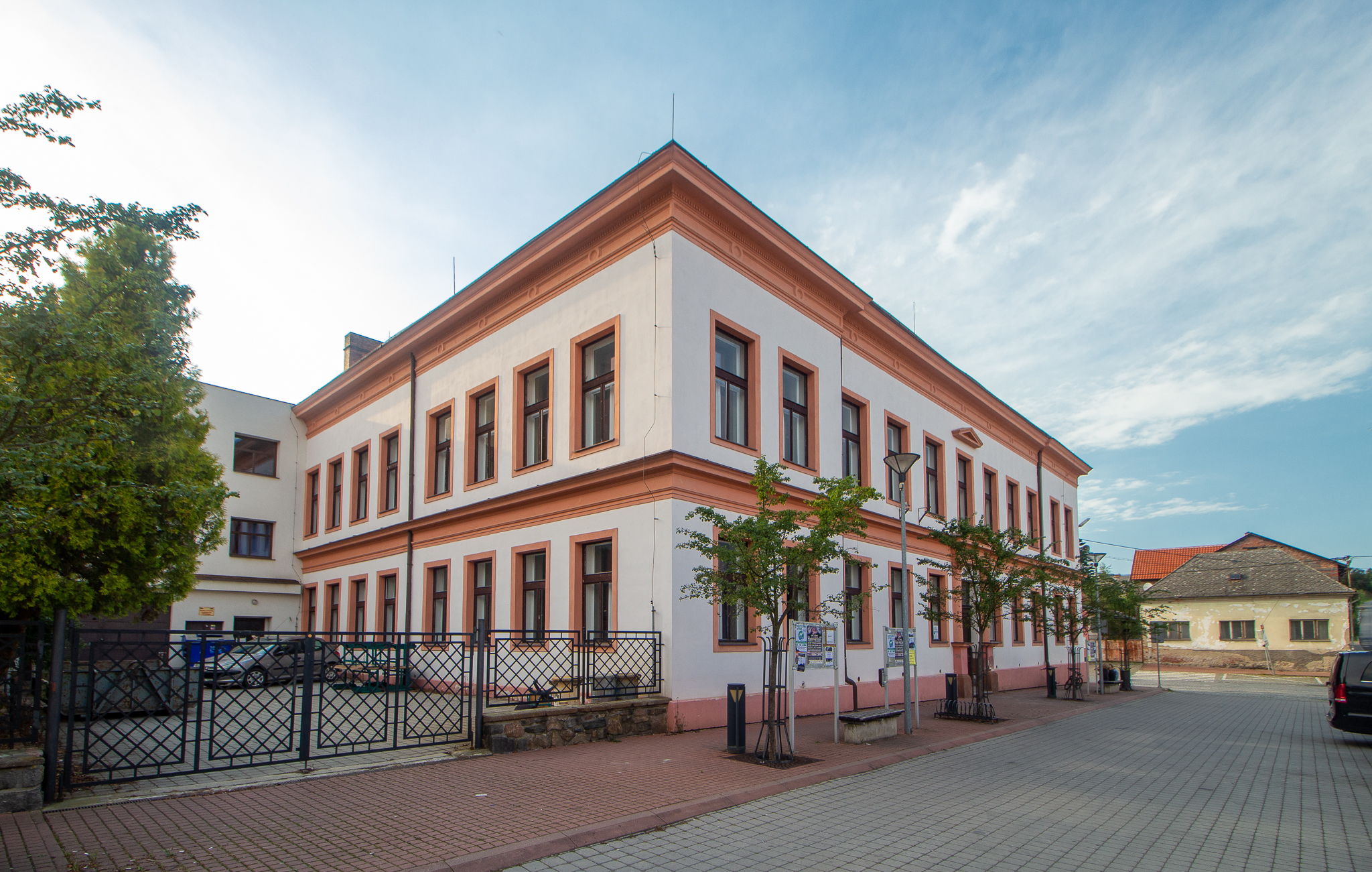
Základní škola ve Stříbrné Skalici

Dějiny územně správního začleňování zahrnují období od roku 1850 do současnosti. V chronologickém přehledu je uvedena územně administrativní příslušnost obce v roce, kdy ke změně došlo:
- 1850 země česká, kraj Pardubice, politický i soudní okres Černý Kostelec[9]
- 1855 země česká, kraj Praha, soudní okres Černý Kostelec[9]
- 1868 země česká, politický okres Český Brod, soudní okres Černý Kostelec[9]
- 1939 země česká, Oberlandrat Kolín, politický okres Český Brod, soudní okres Kostelec nad Černými lesy[10]
- 1942 země česká, Oberlandrat Praha, politický okres Český Brod, soudní okres Kostelec nad Černými lesy[11]
- 1945 země česká, správní okres Český Brod, soudní okres Kostelec nad Černými lesy[12]
- 1949 Pražský kraj, okres Český Brod[13]
- 1960 Středočeský kraj, okres Kolín[14]
- 2007 Středočeský kraj, okres Praha-východ[15]

### Části obce
- Stříbrná Skalice
- Hradec
- Hradové Střimelice
- Kostelní Střimelice

### Obecní symboly
Znak obce je historický, vlajka byla obci udělena rozhodnutím předsedy Poslanecké sněmovny Parlamentu České republiky dne 15. června 2015.

## Doprava
Do obce vede silnice II/108 Český Brod – Kostelec nad Černými lesy – Stříbrná Skalice. Obcí prochází silnice II/335 Mnichovice – Stříbrná Skalice – Sázava. Obec  leží na železniční železniční trati Čerčany – Světlá nad Sázavou. Jedná se o jednokolejnou regionální trať, často přezdívanou jakou Horní Pacifik, doprava na ní byla zahájena roku 1901. Železniční zastávka Stříbrná Skalice leží na levém břehu řeky Sázavy,  přesto, že stanice nese název Stříbrná Skalice, nachází se pouze v blízkosti zmíněné obce, celá stanice se totiž nachází na území vedlejší obce Samechov.
V roce 2023 v obci zastavovaly čtyři linky PID a to páteřní linka 382 z Prahy do Sázavy (společnost ČSAD Polkost), linka 490 ze Strančic, přes Mnichovice do Stříbrné Skalice (společnost Arriva), linka 659 ze Stříbrné Skalice přes Oplany do Kostelce n. Č. Lesy a Českého Brodu (společnost ČSAD Polkost) a školní linka 557 ze Svojetic do Stříbrné Skalice (společnost ČSAD Polkost). Železniční stanici Stříbrná Skalice obsluhuje vlaková linka PID, S80,z Čerčan přes Stříbrnou Skalici do Sázavy, Ledečka, Zruče nad Sázavou či Světlé nad Sázavou, v pracovní dny 16 osobních vlaků, o víkendech 13 osobních vlaků.

## Společnost

### Spolky
- Fotbalový klub Meteor Stříbrná Skalice[17]

### Kultura
Ve Stříbrné Skalici byly natočeny záběry z náměstí pro film z roku 1951 Dovolená s Andělem a ze hřbitova pro film z roku 1945 Řeka čaruje. V roce 2018 vyšla počítačová hra Kingdom Come: Deliverance, ve které se Skalice vyskytuje.

## Pamětihodnosti

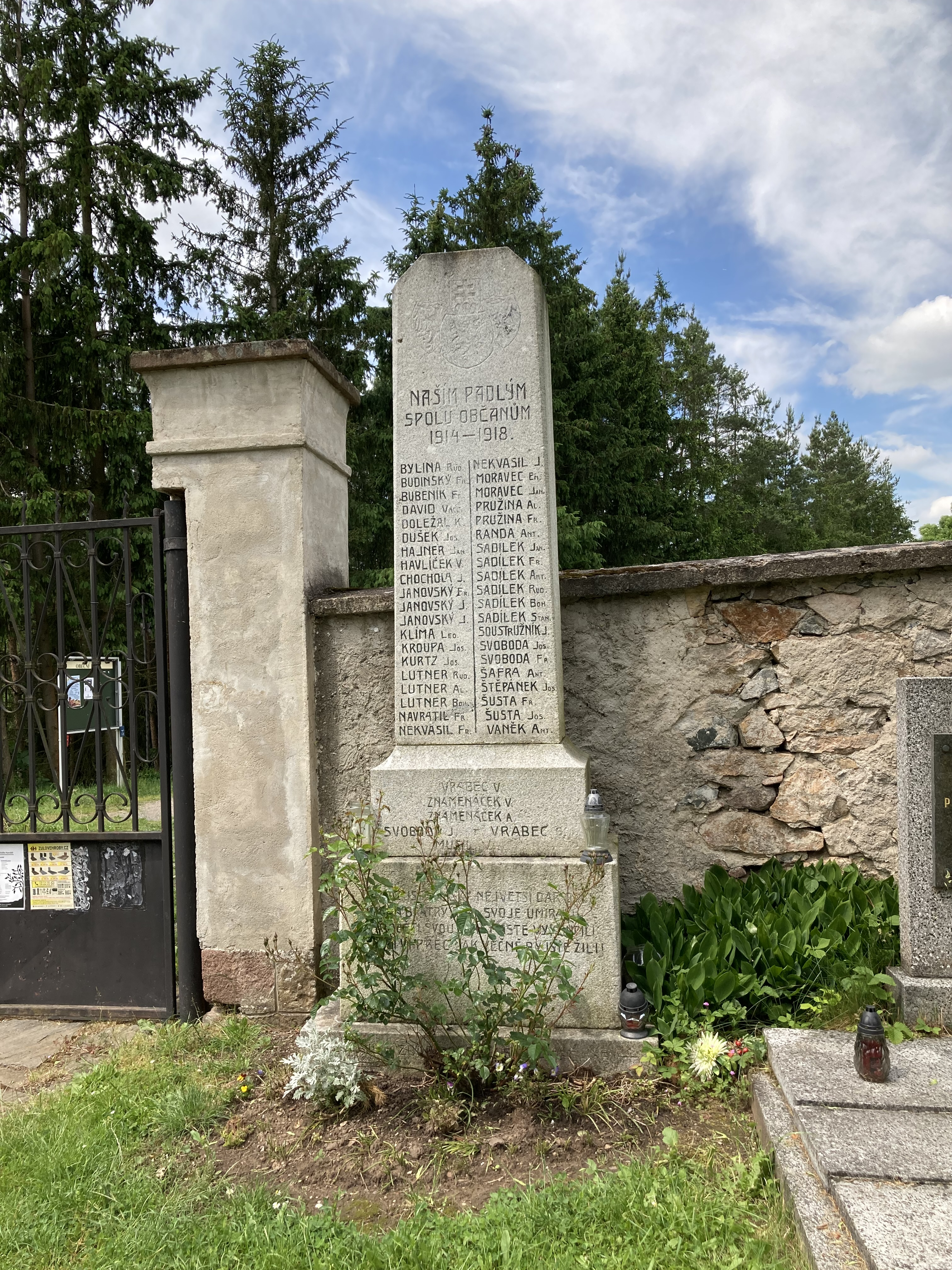
Pomník obětem první světové války

- V ulici Na Hradě stával ve čtrnáctém a patnáctém století skalický hrad. V sedmnáctém století byla jeho zřícenina rozebrána a získaný materiál použit při stavbě kostela svatého Jana Nepomuckého.[20]
- kostel svatého Jakuba Většího v Rovné
- kaple na náměstí zasvěcená Panně Marii byla v roce 1964 zbořena[21]

## Osobnosti
V zahradě u své chaty ve Stříbrné Skalici byl v roce 2000 pochován herec Jiří Sovák.